# Muhammad II ibn Ahmad
Muhammad II ibn Ahmad (Abu al-Gharanik) (arab. محمد الثاني ابن أحمد) (? – zm. 875)
był ósmym emirem z dynastii Aghlabidów w Ifrikiji w latach 864-875.
Objął tron po swym stryju Zijadacie Allahu II (863-864), odziedziczywszy po poprzednikach
stabilne i dobrze prosperujące państwo. Jako esteta lubujący się w winie i polowaniach, dobrze się czuł, gdy oddawał się
skrajnemu zbytkowi i przejawom przepychu. Jego królestwo dokonało podboju Malty (870), a wypady na stały ląd
Włoch wystarczyły by wymusić trybut od papieża Jana VIII.
Pod koniec jego rządów karawana pielgrzymów z Mekki sprowadziła dżumę do Ifrikiji – to oraz nastanie
głodu doprowadziło do poważnego wyludnienia i osłabienia królestwa.
Jego następcą został jego brat Ibrahim II ibn Ahmad (875-902).